# Martina (Suíça)
Martina (em alemão: Martinsbruck) é uma vila na Engadina Baixa, no cantão de Grisões, Suíça, localizada na fronteira com a Áustria, fazendo divisa com a cidade de Nauders, naquele país. A vila é parte da comuna de Tschlin.
A língua falada no local é o dialeto Vallader, do romanche.

## História
O nome foi mencionado pela primeira vez no ano de 1196. À época carolíngia, no século XVI, estava sob a jurisdição de Nauders, e havia uma assembleia chamada Landsprache. No ano de 1707, foi construída a Igreja Protestante, e, em 1904, a Igreja Católica.

## Geografia
É o local habitado mais oriental da Suíça. Localiza-se a uma altitude de 1.035 metros.

## Galeria

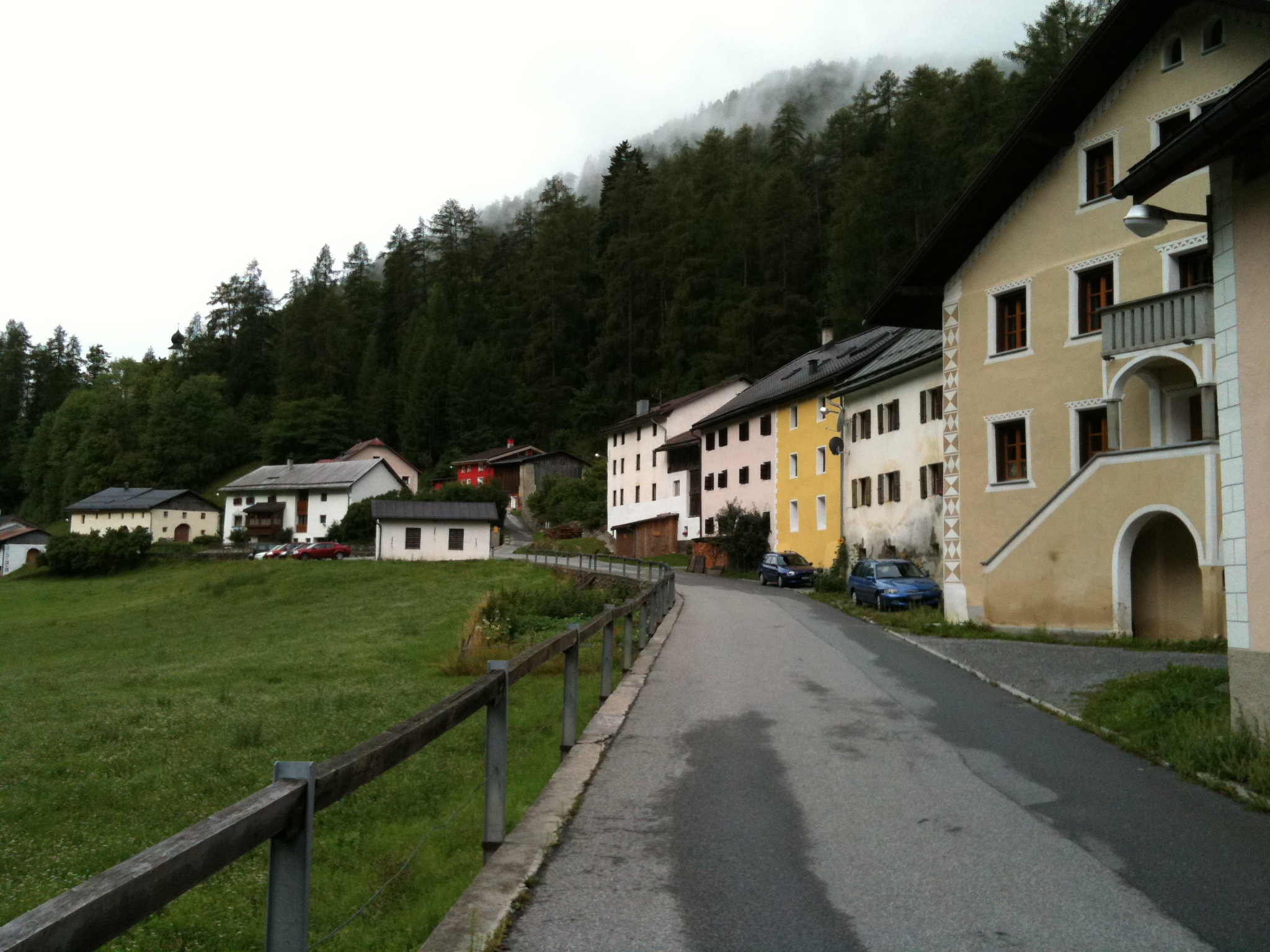
Martina
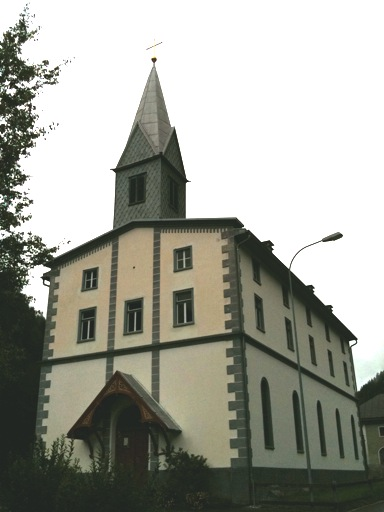
Igreja Católica em Martina
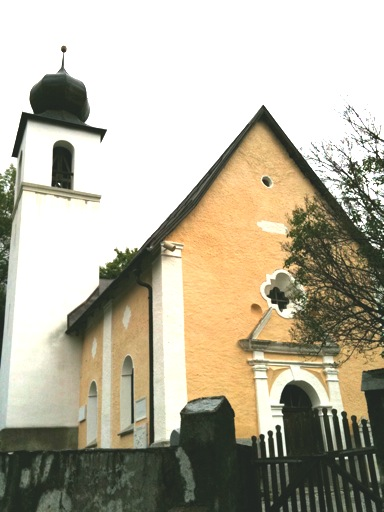
reformIgreja Protestante em Martina